# Elmer Swenson
Elmer Swenson (* 12. Dezember 1913; † 24. Dezember 2004) war ein US-amerikanischer Önologe und Rebenzüchter. 

## Leben
Elmer Swenson wurde ursprünglich von den Arbeiten und Veröffentlichungen des Botanikers Thomas Volney Munson inspiriert. Wichtigstes Zuchtziel von Swenson war es, frostresistente Sorten zu schaffen, die für die klimatischen Bedingungen des nördlichen Mittelwesten der Vereinigten Staaten wie zum Beispiel den Bundesstaaten Minnesota (→ Weinbau in Minnesota) und Wisconsin (→ Weinbau in Wisconsin) geeignet sind.
Im Jahr 1943 startete Swenson sein Züchtungsprogramm auf der familieneigenen 48 Hektar großen Ranch, die er von Großvater Larson mütterlicherseits geerbt hatte. Larson verstarb, als Elmer fünf Jahre alt war. Die Ranch lag in der Nähe von Osceola in Wisconsin. Er verwendete für seine Züchtungen häufig französische Hybridreben der Familie der Seibel-Reben, die er mit Selektionen der einheimischen Wildreben Vitis riparia einkreuzte. Sehr früh erhielt er von der University of Minnesota einige lokale Züchtungen, zu denen auch die Sorte Minnesota 78 gehörte. Diese Sorte wurde eine der wichtigsten Basissorten im Werk von Swenson.
Von 1969 bis 1979 arbeitete er für die Universität, führte jedoch sein eigenes Züchtungsprogramm auf der Ranch weiter.

## Von Elmer Swenson gezüchtete Rebsorten
In die Sortenliste aufgenommene Rebsorten:
- St. Croix
- St. Pepin
- La Crosse
- Espirit
- Kay Gray

Zusammen mit der University of Minnesota herausgebracht:
- Swenson Red
- Edelweiss

Andere Sorten, die Swenson nicht patentieren ließ:
- Kandiyohi
- Sabrevois
- Norway Red
- Alpinglow
- Petit Jewel
- Prairie Star
- Louise Swenson
- Lorelei
- Trollhaugen
- Swenson White
- Summersweet
- Brianna
- Deslisle
- Montreal Blue (auch „St. Theresa“ oder „Flambeau“ genannt)
- Aldemina
- Somerset Seedless